# San Isidro (Northern Samar)
San Isidro ist eine philippinische Stadtgemeinde in der Provinz Northern Samar. Sie hat 26.650 Einwohner (Zensus 1. August 2015). Vom Hafen von San Isidro besteht die Möglichkeit auf die Naranjo-Inseln und die Inseln Capul und Dalupiri überzusetzen.

## Baranggays
San Isidro ist politisch unterteilt in 14 Baranggays.
- Alegria
- Balite
- Buenavista
- Caglanipao
- Happy Valley
- Mabuhay
- Palanit
- Poblacion Norte
- Poblacion Sur
- Salvacion
- San Juan
- San Roque
- Seven Hills
- Veriato

## Weblink
- elgu.ncc.gov.ph - San Isidro (Memento vom 12. März 2007 im Internet Archive)